# Live At Vicar Street
Live At Vicar Street er et livealbum af det irske folkemusikgruppe The Dubliners udgivet i 2006. Det blev optaget under en koncert på spillestedet Vicar Street i Dublin d. 26. juli 2006. Koncerten var en del af deres turne i Irland.
De medvirkende er Barney McKenna, John Sheahan, Seán Cannon, Eamonn Campbellog for første gang Patsy Watchorn. Watchorn erstattede Paddy Reilly, der havde forladt bandet i 2005 efter ni år med gruppen.
Jim McCann, der var medlem af gruppen fra 1974-1979 og deltog i deres 40 års jubilæumsturne i 2002, præsenterer gruppen, men deltager ikke yderligere.
En optagelse af deres optræden blev også udgivet på DVD under samme navn.
John Sheahans datter Ceoladh Sheahan spiller med på melodien "The Marino Waltz", der er skrevet af hendes far.

## Spor[2]

### CD et
1. "The Fermoy Lassies/Sporting Paddy"
2. "The Black Velvet Band"
3. "The Spanish Lady"
4. "The Ferryman"
5. "The Rare Auld Times"
6. "The Belfast Hornpipe"
7. "The Pool Song"
8. "When the Boys Come Rolling Home"
9. "Luke's 21st Anniversary Poem"
10. "The Dublin Minstrel"
11. "Paddy On The Railway"
12. "I Wish I Had Someone to Love Me"
13. "The Maid Behind The Bar/The Boyne Hunt/The Shaskeen/The High Reel"
14. "I'll Tell Me Ma"

### CD to
1. "Kelly the Boy from Killane"
2. "Fiddler's Green"
3. "All For Me Grog"
4. "The Three Sea Captains/The Mullingar Races"
5. "The Rocky Road to Dublin"
6. "Finnegan's Wake"
7. "The Leaving of Liverpool"
8. "The Marino Waltz"
9. "The Foxrock Hornpipe/Ostinelli's Hornpipe"
10. "Dirty Old Town"
11. "Whiskey in the Jar"
12. "The Wild Rover"
13. "Molly Malone"
14. "The Irish Rover"